# 1094 Siberia
1094 Siberia este un asteroid din centura principală, descoperit pe 12 februarie 1926, de Serghei Beliavski.